# مسابقات فرمول یک فصل ۲۰۱۰
مسابقات فرمول یک فصل ۲۰۱۰ در سال ۲۰۱۰ میلادی برگزار شد. در این مسابقات سباستین فتل (به انگلیسی: Sebastian Vettel) از تیم رد بول و با موتور رنو به قهرمانی رسید و در مجموع صاحب ۲۵۶ امتیاز شد.